# Джорджо Франча
Джорджо Франча на италиански: Giorgio Francia е бивш пилот от Формула 1. Роден на 8 ноември 1947 г. в Болоня, Италия.

## Формула 1
Джорджо Франча прави своя дебют във Формула 1 в Голямата награда на Италия през 1977 г. В световния шампионат записва 2 състезания като не успява да спечели точки, състезава се за Брабам и Осела.